# Сеньйор-Робаду (станція метро)
38°47′8″ пн. ш. 9°10′18.5″ зх. д. / 38.78556° пн. ш. 9.171806° зх. д.
Сен́ьйор-Роб́аду (порт. Senhor Roubado) — станція Лісабонського метрополітену. Знаходиться у крайній північній частині міста Лісабона (на межі з містом Одівелаш), в Португалії. Розташована на Жовтій лінії (або Соняшника), між станціями «Амейшоейра» і «Одівелаш». Станція берегового типу, наземна естакадна. Введена в експлуатацію 27 березня 2004 року в рамках пролонгації метрополітену у північному напрямку до міста Одівелаша. Є останньою станцією першої зони, вартість проїзду в межаї якої становить 0,75 євро. Назва станції пов'язана з назвою однойменної місцевості, де вона локалізована.

## Опис
За внутрішньою декорацією станція нагадує інші 4 станції цього відрізку Жовтої лінії («Кінта-даш-Коншаш», «Луміар», «Амейшоейра», «Одівелаш»), оскільки усі вони були побудовані і введені в дію в один і той же час. За архітектурою станція є унікальною у місті, насамперед завдяки незвичайному дизайнерському рішенню. Адже станція має скляний фасад. Архітектор — Manuel Bastos, художні роботи виконав Pedro Croft. Станція має лише один вестибюль наземного типу, що знаходиться під коліями і посадочними платформами і має два головних виходи на поверхню, де знаходяться платформи операторів пасажирських автобусних сполучень. Як і інші сучасні станції міста, має ліфти для людей з фізичним обмеженням.

## Режим роботи[5]
Відправлення першого поїзду відбувається з кінцевих станцій лінії:
- ст. «Рату» — 06:30
- ст. «Одівелаш» — 06:30

Відправлення останнього поїзду відбувається з кінцевих станцій лінії:
- ст. «Рату» — 01:00
- ст. «Одівелаш» — 01:00

## Галерея зображень

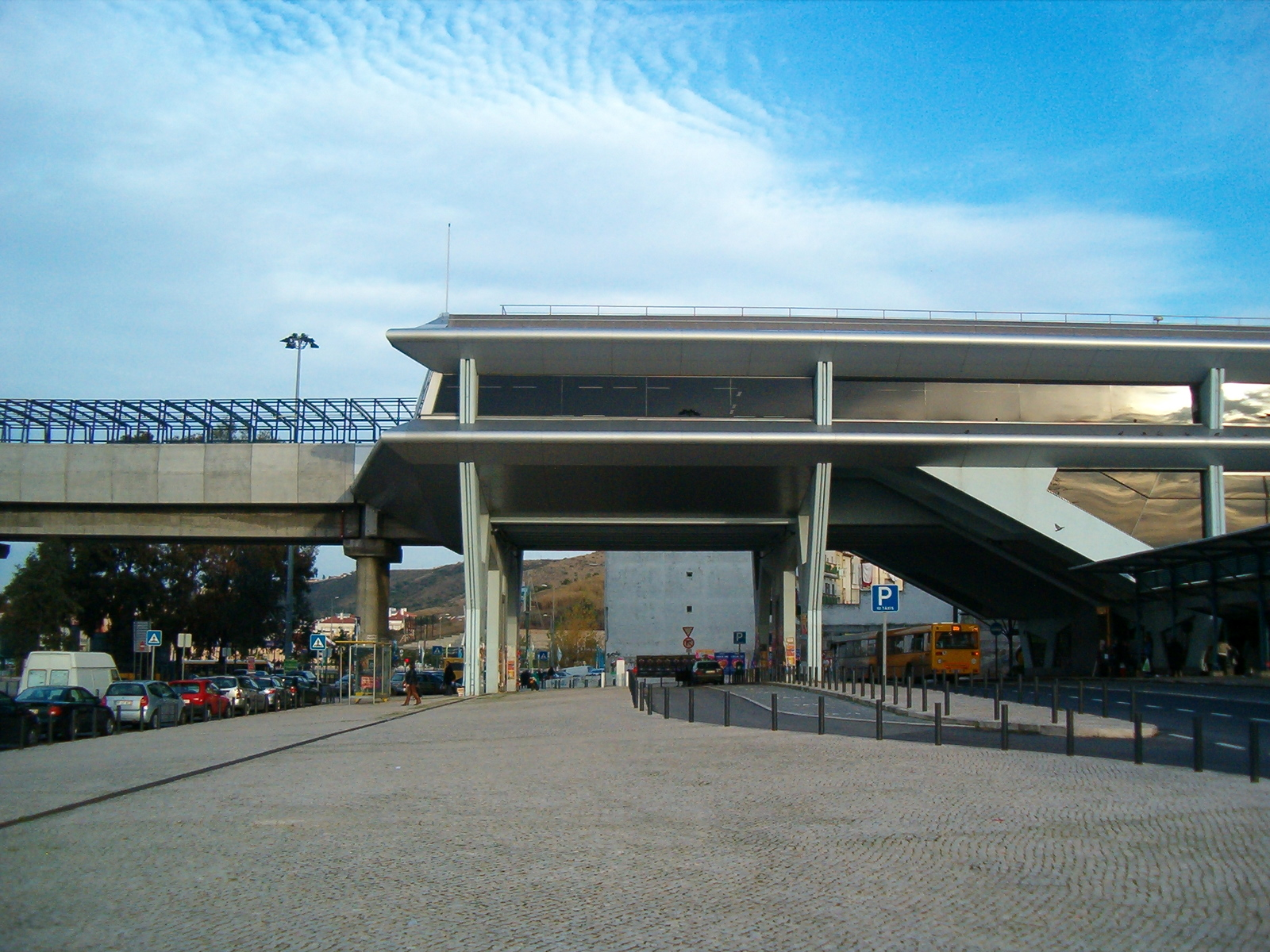
Вигляд станції з вулиці
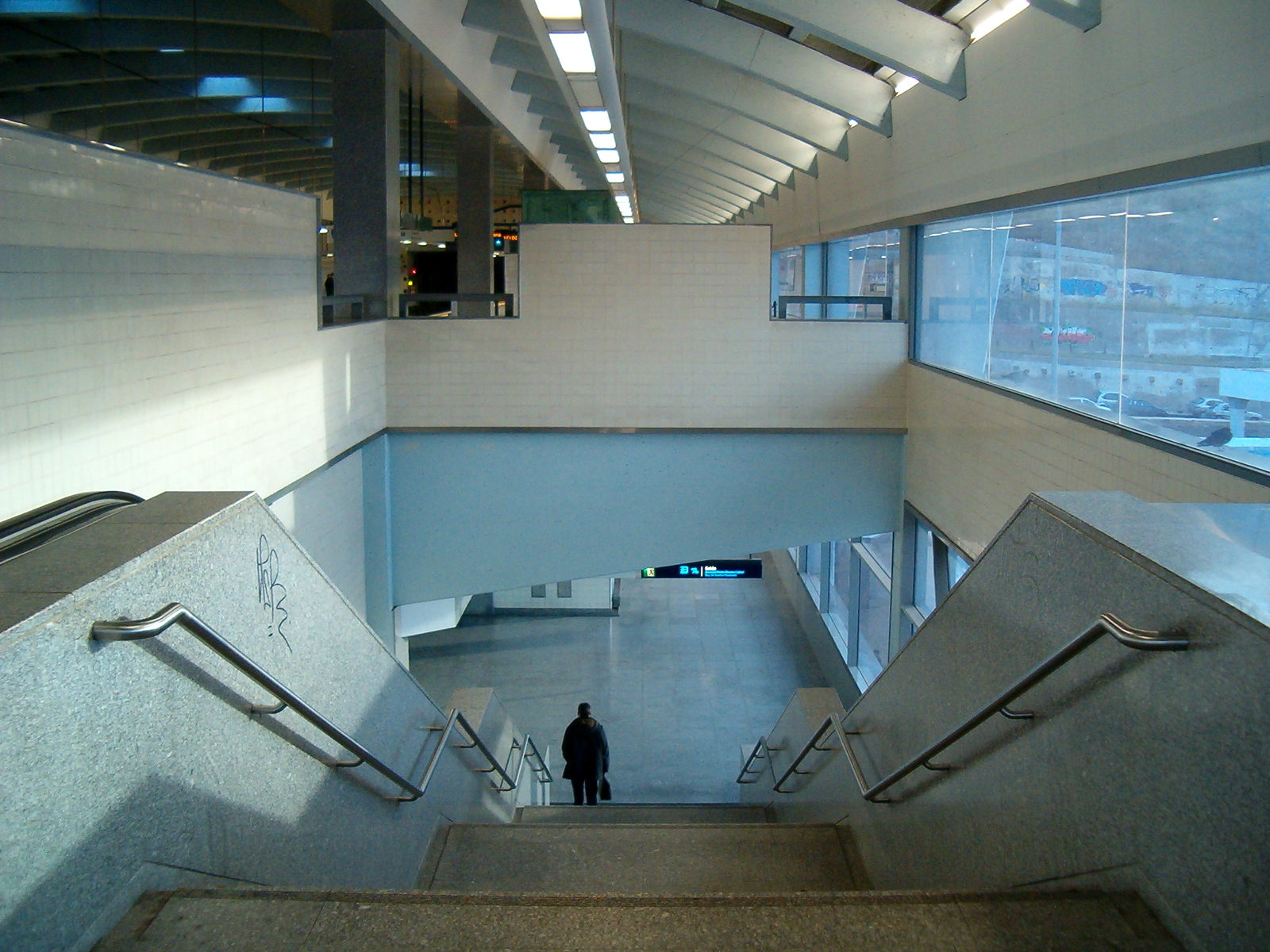
Сходи до посадкової платформи
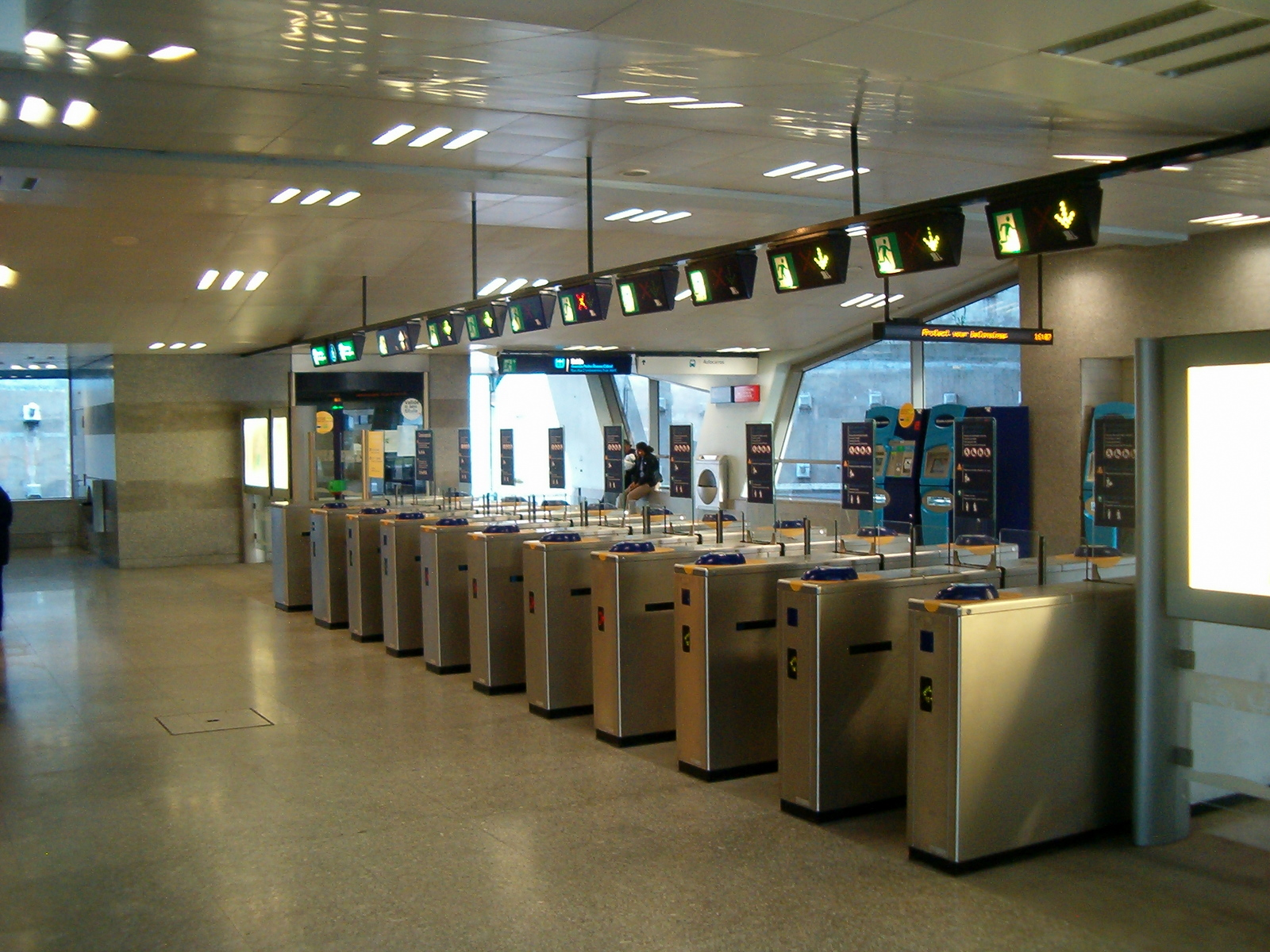
Пропускні турнікети
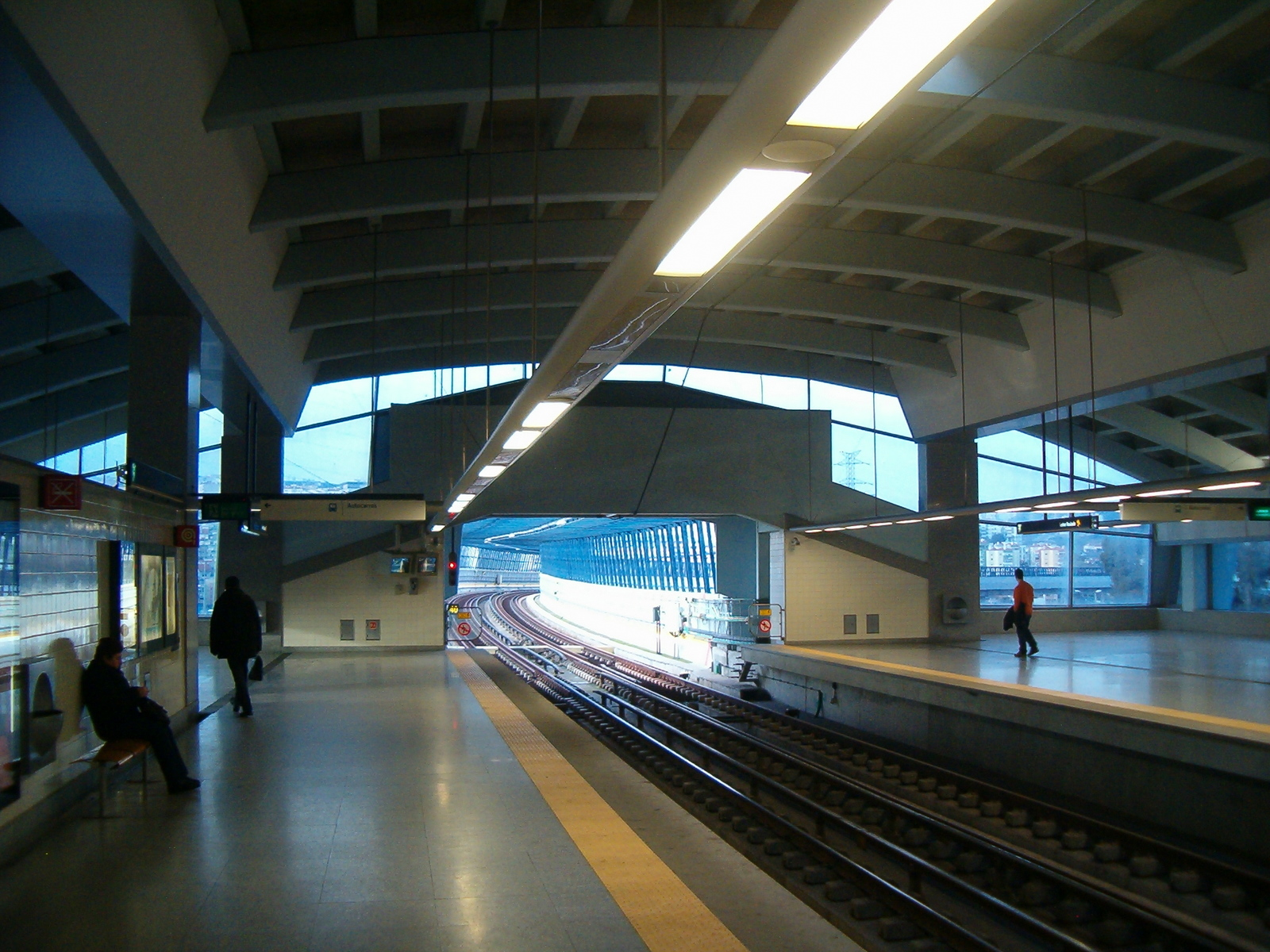
Головна зала і посадкові платформи станції